# Langue de Barbarie

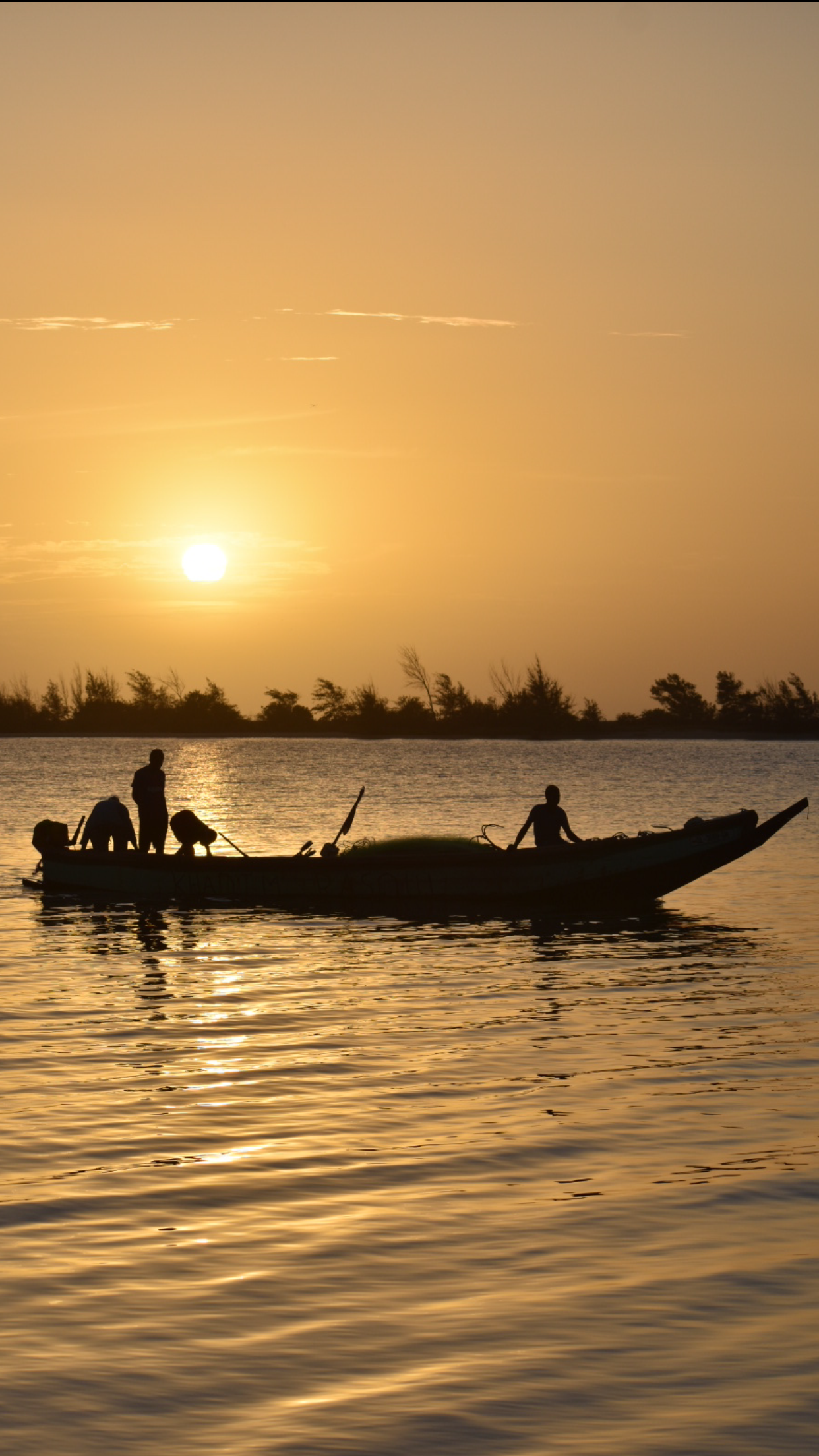
Langue de Barbarie

Langue de Barbarie este un cordon litoral situat pe coasta Africii occidentale, pe teritoriul Mauritaniei și al Senegalului.